# Peó aïllat
|   | a | b | c | d | e | f | g | h |   |
| 8 | a7 negres peó · c7 negres peó · g7 negres peó · d6 negres peó · h6 negres peó · b5 blanques peó · h5 blanques peó · b4 blanques peó · c4 blanques peó · e4 blanques peó · g4 blanques peó | a7 negres peó · c7 negres peó · g7 negres peó · d6 negres peó · h6 negres peó · b5 blanques peó · h5 blanques peó · b4 blanques peó · c4 blanques peó · e4 blanques peó · g4 blanques peó | a7 negres peó · c7 negres peó · g7 negres peó · d6 negres peó · h6 negres peó · b5 blanques peó · h5 blanques peó · b4 blanques peó · c4 blanques peó · e4 blanques peó · g4 blanques peó | a7 negres peó · c7 negres peó · g7 negres peó · d6 negres peó · h6 negres peó · b5 blanques peó · h5 blanques peó · b4 blanques peó · c4 blanques peó · e4 blanques peó · g4 blanques peó | a7 negres peó · c7 negres peó · g7 negres peó · d6 negres peó · h6 negres peó · b5 blanques peó · h5 blanques peó · b4 blanques peó · c4 blanques peó · e4 blanques peó · g4 blanques peó | a7 negres peó · c7 negres peó · g7 negres peó · d6 negres peó · h6 negres peó · b5 blanques peó · h5 blanques peó · b4 blanques peó · c4 blanques peó · e4 blanques peó · g4 blanques peó | a7 negres peó · c7 negres peó · g7 negres peó · d6 negres peó · h6 negres peó · b5 blanques peó · h5 blanques peó · b4 blanques peó · c4 blanques peó · e4 blanques peó · g4 blanques peó | a7 negres peó · c7 negres peó · g7 negres peó · d6 negres peó · h6 negres peó · b5 blanques peó · h5 blanques peó · b4 blanques peó · c4 blanques peó · e4 blanques peó · g4 blanques peó | 8 |
| 7 | a7 negres peó · c7 negres peó · g7 negres peó · d6 negres peó · h6 negres peó · b5 blanques peó · h5 blanques peó · b4 blanques peó · c4 blanques peó · e4 blanques peó · g4 blanques peó | a7 negres peó · c7 negres peó · g7 negres peó · d6 negres peó · h6 negres peó · b5 blanques peó · h5 blanques peó · b4 blanques peó · c4 blanques peó · e4 blanques peó · g4 blanques peó | a7 negres peó · c7 negres peó · g7 negres peó · d6 negres peó · h6 negres peó · b5 blanques peó · h5 blanques peó · b4 blanques peó · c4 blanques peó · e4 blanques peó · g4 blanques peó | a7 negres peó · c7 negres peó · g7 negres peó · d6 negres peó · h6 negres peó · b5 blanques peó · h5 blanques peó · b4 blanques peó · c4 blanques peó · e4 blanques peó · g4 blanques peó | a7 negres peó · c7 negres peó · g7 negres peó · d6 negres peó · h6 negres peó · b5 blanques peó · h5 blanques peó · b4 blanques peó · c4 blanques peó · e4 blanques peó · g4 blanques peó | a7 negres peó · c7 negres peó · g7 negres peó · d6 negres peó · h6 negres peó · b5 blanques peó · h5 blanques peó · b4 blanques peó · c4 blanques peó · e4 blanques peó · g4 blanques peó | a7 negres peó · c7 negres peó · g7 negres peó · d6 negres peó · h6 negres peó · b5 blanques peó · h5 blanques peó · b4 blanques peó · c4 blanques peó · e4 blanques peó · g4 blanques peó | a7 negres peó · c7 negres peó · g7 negres peó · d6 negres peó · h6 negres peó · b5 blanques peó · h5 blanques peó · b4 blanques peó · c4 blanques peó · e4 blanques peó · g4 blanques peó | 7 |
| 6 | a7 negres peó · c7 negres peó · g7 negres peó · d6 negres peó · h6 negres peó · b5 blanques peó · h5 blanques peó · b4 blanques peó · c4 blanques peó · e4 blanques peó · g4 blanques peó | a7 negres peó · c7 negres peó · g7 negres peó · d6 negres peó · h6 negres peó · b5 blanques peó · h5 blanques peó · b4 blanques peó · c4 blanques peó · e4 blanques peó · g4 blanques peó | a7 negres peó · c7 negres peó · g7 negres peó · d6 negres peó · h6 negres peó · b5 blanques peó · h5 blanques peó · b4 blanques peó · c4 blanques peó · e4 blanques peó · g4 blanques peó | a7 negres peó · c7 negres peó · g7 negres peó · d6 negres peó · h6 negres peó · b5 blanques peó · h5 blanques peó · b4 blanques peó · c4 blanques peó · e4 blanques peó · g4 blanques peó | a7 negres peó · c7 negres peó · g7 negres peó · d6 negres peó · h6 negres peó · b5 blanques peó · h5 blanques peó · b4 blanques peó · c4 blanques peó · e4 blanques peó · g4 blanques peó | a7 negres peó · c7 negres peó · g7 negres peó · d6 negres peó · h6 negres peó · b5 blanques peó · h5 blanques peó · b4 blanques peó · c4 blanques peó · e4 blanques peó · g4 blanques peó | a7 negres peó · c7 negres peó · g7 negres peó · d6 negres peó · h6 negres peó · b5 blanques peó · h5 blanques peó · b4 blanques peó · c4 blanques peó · e4 blanques peó · g4 blanques peó | a7 negres peó · c7 negres peó · g7 negres peó · d6 negres peó · h6 negres peó · b5 blanques peó · h5 blanques peó · b4 blanques peó · c4 blanques peó · e4 blanques peó · g4 blanques peó | 6 |
| 5 | a7 negres peó · c7 negres peó · g7 negres peó · d6 negres peó · h6 negres peó · b5 blanques peó · h5 blanques peó · b4 blanques peó · c4 blanques peó · e4 blanques peó · g4 blanques peó | a7 negres peó · c7 negres peó · g7 negres peó · d6 negres peó · h6 negres peó · b5 blanques peó · h5 blanques peó · b4 blanques peó · c4 blanques peó · e4 blanques peó · g4 blanques peó | a7 negres peó · c7 negres peó · g7 negres peó · d6 negres peó · h6 negres peó · b5 blanques peó · h5 blanques peó · b4 blanques peó · c4 blanques peó · e4 blanques peó · g4 blanques peó | a7 negres peó · c7 negres peó · g7 negres peó · d6 negres peó · h6 negres peó · b5 blanques peó · h5 blanques peó · b4 blanques peó · c4 blanques peó · e4 blanques peó · g4 blanques peó | a7 negres peó · c7 negres peó · g7 negres peó · d6 negres peó · h6 negres peó · b5 blanques peó · h5 blanques peó · b4 blanques peó · c4 blanques peó · e4 blanques peó · g4 blanques peó | a7 negres peó · c7 negres peó · g7 negres peó · d6 negres peó · h6 negres peó · b5 blanques peó · h5 blanques peó · b4 blanques peó · c4 blanques peó · e4 blanques peó · g4 blanques peó | a7 negres peó · c7 negres peó · g7 negres peó · d6 negres peó · h6 negres peó · b5 blanques peó · h5 blanques peó · b4 blanques peó · c4 blanques peó · e4 blanques peó · g4 blanques peó | a7 negres peó · c7 negres peó · g7 negres peó · d6 negres peó · h6 negres peó · b5 blanques peó · h5 blanques peó · b4 blanques peó · c4 blanques peó · e4 blanques peó · g4 blanques peó | 5 |
| 4 | a7 negres peó · c7 negres peó · g7 negres peó · d6 negres peó · h6 negres peó · b5 blanques peó · h5 blanques peó · b4 blanques peó · c4 blanques peó · e4 blanques peó · g4 blanques peó | a7 negres peó · c7 negres peó · g7 negres peó · d6 negres peó · h6 negres peó · b5 blanques peó · h5 blanques peó · b4 blanques peó · c4 blanques peó · e4 blanques peó · g4 blanques peó | a7 negres peó · c7 negres peó · g7 negres peó · d6 negres peó · h6 negres peó · b5 blanques peó · h5 blanques peó · b4 blanques peó · c4 blanques peó · e4 blanques peó · g4 blanques peó | a7 negres peó · c7 negres peó · g7 negres peó · d6 negres peó · h6 negres peó · b5 blanques peó · h5 blanques peó · b4 blanques peó · c4 blanques peó · e4 blanques peó · g4 blanques peó | a7 negres peó · c7 negres peó · g7 negres peó · d6 negres peó · h6 negres peó · b5 blanques peó · h5 blanques peó · b4 blanques peó · c4 blanques peó · e4 blanques peó · g4 blanques peó | a7 negres peó · c7 negres peó · g7 negres peó · d6 negres peó · h6 negres peó · b5 blanques peó · h5 blanques peó · b4 blanques peó · c4 blanques peó · e4 blanques peó · g4 blanques peó | a7 negres peó · c7 negres peó · g7 negres peó · d6 negres peó · h6 negres peó · b5 blanques peó · h5 blanques peó · b4 blanques peó · c4 blanques peó · e4 blanques peó · g4 blanques peó | a7 negres peó · c7 negres peó · g7 negres peó · d6 negres peó · h6 negres peó · b5 blanques peó · h5 blanques peó · b4 blanques peó · c4 blanques peó · e4 blanques peó · g4 blanques peó | 4 |
| 3 | a7 negres peó · c7 negres peó · g7 negres peó · d6 negres peó · h6 negres peó · b5 blanques peó · h5 blanques peó · b4 blanques peó · c4 blanques peó · e4 blanques peó · g4 blanques peó | a7 negres peó · c7 negres peó · g7 negres peó · d6 negres peó · h6 negres peó · b5 blanques peó · h5 blanques peó · b4 blanques peó · c4 blanques peó · e4 blanques peó · g4 blanques peó | a7 negres peó · c7 negres peó · g7 negres peó · d6 negres peó · h6 negres peó · b5 blanques peó · h5 blanques peó · b4 blanques peó · c4 blanques peó · e4 blanques peó · g4 blanques peó | a7 negres peó · c7 negres peó · g7 negres peó · d6 negres peó · h6 negres peó · b5 blanques peó · h5 blanques peó · b4 blanques peó · c4 blanques peó · e4 blanques peó · g4 blanques peó | a7 negres peó · c7 negres peó · g7 negres peó · d6 negres peó · h6 negres peó · b5 blanques peó · h5 blanques peó · b4 blanques peó · c4 blanques peó · e4 blanques peó · g4 blanques peó | a7 negres peó · c7 negres peó · g7 negres peó · d6 negres peó · h6 negres peó · b5 blanques peó · h5 blanques peó · b4 blanques peó · c4 blanques peó · e4 blanques peó · g4 blanques peó | a7 negres peó · c7 negres peó · g7 negres peó · d6 negres peó · h6 negres peó · b5 blanques peó · h5 blanques peó · b4 blanques peó · c4 blanques peó · e4 blanques peó · g4 blanques peó | a7 negres peó · c7 negres peó · g7 negres peó · d6 negres peó · h6 negres peó · b5 blanques peó · h5 blanques peó · b4 blanques peó · c4 blanques peó · e4 blanques peó · g4 blanques peó | 3 |
| 2 | a7 negres peó · c7 negres peó · g7 negres peó · d6 negres peó · h6 negres peó · b5 blanques peó · h5 blanques peó · b4 blanques peó · c4 blanques peó · e4 blanques peó · g4 blanques peó | a7 negres peó · c7 negres peó · g7 negres peó · d6 negres peó · h6 negres peó · b5 blanques peó · h5 blanques peó · b4 blanques peó · c4 blanques peó · e4 blanques peó · g4 blanques peó | a7 negres peó · c7 negres peó · g7 negres peó · d6 negres peó · h6 negres peó · b5 blanques peó · h5 blanques peó · b4 blanques peó · c4 blanques peó · e4 blanques peó · g4 blanques peó | a7 negres peó · c7 negres peó · g7 negres peó · d6 negres peó · h6 negres peó · b5 blanques peó · h5 blanques peó · b4 blanques peó · c4 blanques peó · e4 blanques peó · g4 blanques peó | a7 negres peó · c7 negres peó · g7 negres peó · d6 negres peó · h6 negres peó · b5 blanques peó · h5 blanques peó · b4 blanques peó · c4 blanques peó · e4 blanques peó · g4 blanques peó | a7 negres peó · c7 negres peó · g7 negres peó · d6 negres peó · h6 negres peó · b5 blanques peó · h5 blanques peó · b4 blanques peó · c4 blanques peó · e4 blanques peó · g4 blanques peó | a7 negres peó · c7 negres peó · g7 negres peó · d6 negres peó · h6 negres peó · b5 blanques peó · h5 blanques peó · b4 blanques peó · c4 blanques peó · e4 blanques peó · g4 blanques peó | a7 negres peó · c7 negres peó · g7 negres peó · d6 negres peó · h6 negres peó · b5 blanques peó · h5 blanques peó · b4 blanques peó · c4 blanques peó · e4 blanques peó · g4 blanques peó | 2 |
| 1 | a7 negres peó · c7 negres peó · g7 negres peó · d6 negres peó · h6 negres peó · b5 blanques peó · h5 blanques peó · b4 blanques peó · c4 blanques peó · e4 blanques peó · g4 blanques peó | a7 negres peó · c7 negres peó · g7 negres peó · d6 negres peó · h6 negres peó · b5 blanques peó · h5 blanques peó · b4 blanques peó · c4 blanques peó · e4 blanques peó · g4 blanques peó | a7 negres peó · c7 negres peó · g7 negres peó · d6 negres peó · h6 negres peó · b5 blanques peó · h5 blanques peó · b4 blanques peó · c4 blanques peó · e4 blanques peó · g4 blanques peó | a7 negres peó · c7 negres peó · g7 negres peó · d6 negres peó · h6 negres peó · b5 blanques peó · h5 blanques peó · b4 blanques peó · c4 blanques peó · e4 blanques peó · g4 blanques peó | a7 negres peó · c7 negres peó · g7 negres peó · d6 negres peó · h6 negres peó · b5 blanques peó · h5 blanques peó · b4 blanques peó · c4 blanques peó · e4 blanques peó · g4 blanques peó | a7 negres peó · c7 negres peó · g7 negres peó · d6 negres peó · h6 negres peó · b5 blanques peó · h5 blanques peó · b4 blanques peó · c4 blanques peó · e4 blanques peó · g4 blanques peó | a7 negres peó · c7 negres peó · g7 negres peó · d6 negres peó · h6 negres peó · b5 blanques peó · h5 blanques peó · b4 blanques peó · c4 blanques peó · e4 blanques peó · g4 blanques peó | a7 negres peó · c7 negres peó · g7 negres peó · d6 negres peó · h6 negres peó · b5 blanques peó · h5 blanques peó · b4 blanques peó · c4 blanques peó · e4 blanques peó · g4 blanques peó | 1 |
|   | a | b | c | d | e | f | g | h |   |

En escacs, un peó aïllat o isolat és un peó que no disposa de cap peó amic en una columna adjacent. Els peons aïllat són usualment una feblesa, degut al fet que no poden ser protegits per altres peons. Nogensmenys moltes obertures "teòriques" generen almenys un peó aïllat, però són acceptades com a ortodoxes perquè també generen avantatges, com ara un millor desenvolupament i oportunitats de contrajoc, que permeten de compensar o fins i tot superar les debilitats associades amb l'aïllament del peó.
|  |

## Feblesa
En el final, els peons aïllats són febleses a l'estructura de peons perquè no poden ser defensats per altres peons com sí que poden els peons lligats. En aquest diagrama, el peó blanc que hi ha a la casella e4 i el peó negre a a7 estan aïllats.
Els peons aïllats són febles per dues raons. En primer lloc, les peces que els ataquen normalment tenen més flexibilitat que les que estan lligades a defensar-los. En altres paraules, les peces atacants gaudeixen de més llibertat per crear d'altres amenaces (guanyar peces, mats, etc.), mentre que les peces defensores són restringides a la defensa del peó. Això és així perquè una peça que està atacant un peó pot deixar l'atac per fer alguna altra cosa, mentre que la peça defensora ha de mantenir-se lligada a la defensa fins que la peça atacant s'hagi mogut. En la literatura escaquística hom diu que la peça defensora està "lligada" a la defensa del peó.
La segona raó és que la casella del davant d'un peó aïllat és feble, ja que no pot ser coberta per un peó (i sovint esdevé una excel·lent casella forta per un cavall). Els peons aïllats produeixen un exemple típic d'allò que Wilhelm Steinitz va anomenar caselles febles.

## Peó de dama aïllat
El peó de dama aïllat és un cas especial, que ha rebut molta atenció en la literatura escaquística. Sovint és citat com a IQP (acrònim d'Isolated Queen's Pawn, en anglès, llengua en què sovint l'anomenen també isolani). Un peó de dama aïllat és aquell que es troba a la columna-d, que és també on es troben les dames en la posició inicial de la partida. La feblesa d'aquest peó quan és aïllat sorgeix de dos factors associats a l'absència dels seus dos peons veïns.
1. Com que el peó és en una de les dues columnes centrals (per exemple, la columna d o de dama), bloqueja el control rival de la columna i ataca o defensa l'altra columna central (seguint amb l'exemple, la columna e o de rei). Atesa la importància estratègica i (habitualment) tàctica del control del centre, el peó és prou important perquè el jugador qui el té el vulgui defensar sòlidament, tot i que sense peons disponibles per aquesta tasca, cal que "lligui" almenys una peça menor o fins i tot una de major (en l'obertura, normalment es tracta del cavall de rei o de la dama), a aquesta tasca.
2. De manera similar, quan el peó aïllat és a la tercera o la quarta fila, llavors la casella del davant (d4 o d5 a la columna de dama, respectivament per les blanques, i les caselles simètriques per les negres), l'absència de peons adjacents evita que aquestes caselles siguin atacades o defensades per peons. Com que aquestes caselles formen part de les caselles centrals del tauler, les més importants, el jugador del bàndol del peó aïllat sovint ha de mantenir una o més peces vigilant aquestes caselles.

De tota manera, la presència de columnes obertes a les importants columnes de rei i d'alfil dama (columnes e i c), així com les caselles fortes a e5 i c5 permeten el jugador amb el peó de dama aïllat tenir oportunitats molt favorables d'atac en el mig joc. Un cop la partida arriba al final, la naturalesa isolada del peó esdevé una feblesa incrementada. De tota manera, el jugador amb l'IQP pot obtenir avantatge de la força temporal del peó abans que no s'arribi al final. Am quatre peces menors per bàndol, un IQP és un avantatge; amb tres peces menors cadascú, la posició tendeix a ser igualada; i amb dues o menys peces menors per bàndol, és un desavantatge (Gallagher 2002:140). Són temes comuns en aquesta mena de posicions el sacrifici del peó per les blanques, i el bloqueig del peó per les negres.